# 로버트 샤이

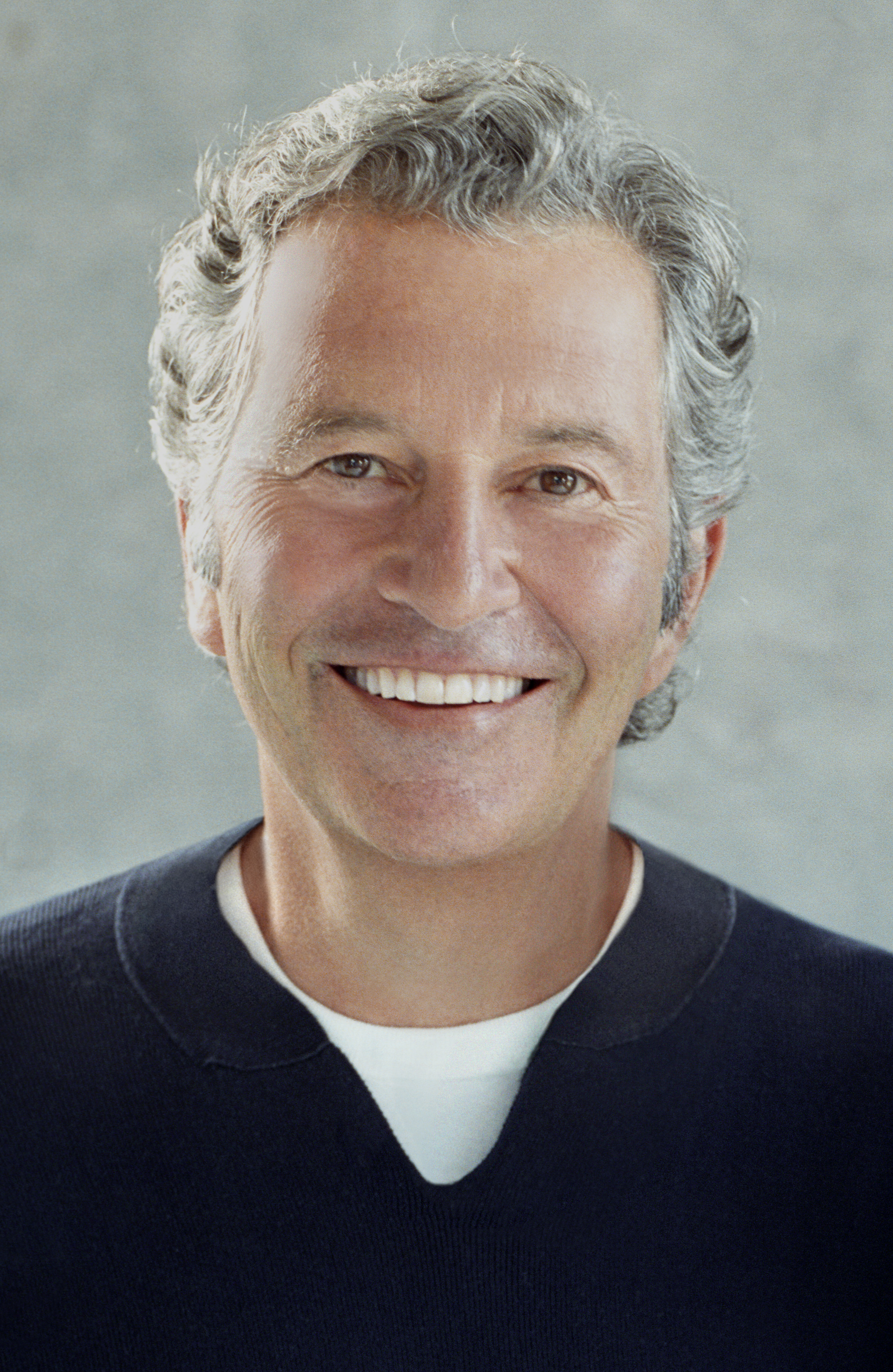

로버트 셰이(Robert Shaye, 1939년 3월 3일 ~ )는 미국의 영화 감독, 영화 제작자, 배우, 각본가이다. 배우 린 셰이의 오빠이다.
디트로이트에서 태어났다.

## 영화
- 웬 더 보우 브레이크 (2016년)
- 섀도우 헌터스 : 뼈의 도시 (2013년)
- 나이트메어 (2010년)
- 밈지 (2007년)
- 황금나침반 (2007년)
- 헤어스프레이 (2007년)
- 슬래셔 영화의 흥망성쇠 (2006년)
- 셀룰러 (2004년)
- 프레디 VS 제이슨 (2003년)
- 반지의 제왕: 왕의 귀환 (2003년)
- 반지의 제왕: 두 개의 탑 (2002년)
- 반지의 제왕: 반지 원정대 (2001년)
- 프리퀀시 (2000년)
- 디바인 트래쉬 (1998년) - 본인 역
- 나이트메어 7 - 뉴 나이트메어 (1994년)
- 브링크 (1994년)
- 맥스 3000 (1993년)
- 원초적 무기 (1993년)
- 나이트메어 6 - 프레디 죽다 (1991년)
- 하트 컨디션 (1990년)
- 사랑의 책 (1990년)
- 나이트메어 5 - 꿈꾸는 아이들 (1989년)
- 크리터스 2 (1988년)
- 헤어스프레이 (1988년)
- 나이트메어 4 - 꿈의 지배자 (1988년)
- 외계인의 반란 (1987년)
- 히든 (1987년)
- 내 사랑 악마 (1987년)
- 나이트메어 3 - 꿈의 전사 (1987년)
- 고요의 땅 (1986년)
- 크리터스 (1986년)
- 나이트메어 2 - 프레디의 복수 (1985년)
- 나이트메어 (1984년)
- 엑스트로 (1983년)
- 어둠 속에 홀로 (1982년)
- 폴리에스터 (1981년)
- 스턴트맨의 분노 (1977년)

## 같이 보기
- 뉴 라인 시네마